# Barbara Otwinowska
Barbara Otwinowska (ur. 11 czerwca 1924 w Toruniu, zm. 15 stycznia 2018 w Warszawie) – polska badaczka literatury, profesor nauk humanistycznych. W młodości sanitariuszka i łączniczka AK (pseudonimy: „Witek Błękitny”, „Baśka”), więzień polityczny. 

## Życiorys
W trakcie wojny kształciła się na tajnych kompletach, zdała maturę w 1944. Od 1943 działała w AK, uczestniczyła w powstaniu warszawskim. Po powstaniu wywieziona na roboty przymusowe do Zagłębia Ruhry. W 1945 podjęła studia polonistyczne i romanistyczne. W 1947 aresztowana przez komunistów w związku ze śledztwem dotyczącym rotmistrza Witolda Pileckiego. Więziona m.in. przez 3 lata w Fordonie. W 1950 zwolniona, kontynuowała studia na Uniwersytecie Warszawskim. Pracowała w Instytucie Badań Literackich PAN. Uzyskała stopień doktora i doktora habilitowanego. W 1986 otrzymała tytuł profesora. 
Zaangażowana w działalność środowisk kombatanckich, szczególnie kobiet-więźniów politycznych. Została członkiem Kapituły Honorowej Nagrody im. Danuty Siedzikówny „Inki”.
Wypowiadała się w filmach dokumentalnych Inka. Zachowałam się jak trzeba oraz W imieniu Polski Ludowej, Niepodległy. Opowieść o Januszu Krupskim.
Odznaczona Krzyżem Komandorskim Orderu Odrodzenia Polski (2007), a także Brązowym Krzyżem Zasługi z Mieczami, Krzyżem Armii Krajowej, dwukrotnie Medalem Wojska oraz Warszawskim Krzyżem Powstańczym. W 2005 otrzymała nagrodę Kustosz Pamięci Narodowej.